# Ельсбетен
Ельсбетен —  містечко та громада в австрійській землі Зальцбург. Містечко належить округу Зальцбург-Умгебунг.
Ельсбетен на мапі округу та землі.